# 钱桥街道
钱桥街道为中國江蘇省无锡市惠山区下辖的一個街道办事处。

## 历史
2004年，钱桥镇与藕塘镇合并成立新的钱桥镇。
2006年，无锡市成立无锡（藕塘）职教园区管理委员会，与钱桥镇区镇合一。
2007年，撤销钱桥镇，设立钱桥街道。原钱桥镇是惠山區中经济较為发达的市鎮之一。

## 下辖行政区
钱桥街道下辖以下地区：
钱桥社区、藕塘社区、苏庙社区、华新社区、舜柯社区、溪南社区、洋溪社区、西漳社区、晓丰社区、东风社区、南塘社区、盛峰社区、稍塘社区、藕乐苑社区和晴山蓝城社区。

## 交通
- 新长铁路：无锡西站